# ウェストバージニア州の歴史

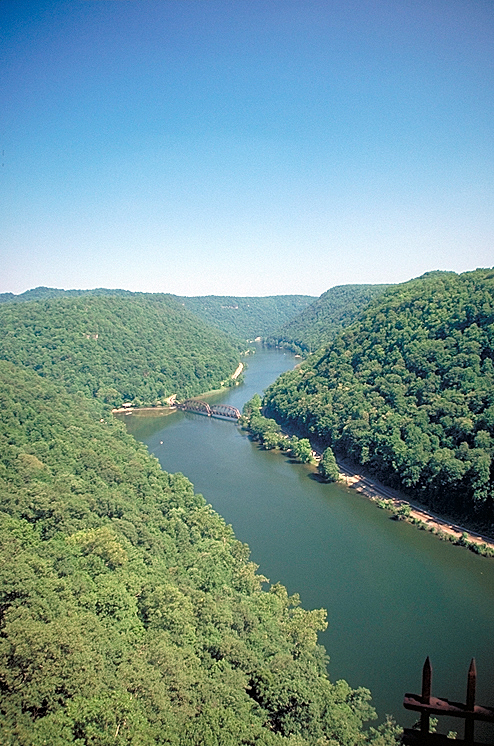
アレゲニー圏、ニューリバー渓谷のホークスネスト

ウエストバージニア州の歴史（英:History of West Virginia）では、アメリカ合衆国ウエストバージニア州となった地域の先史時代から20世紀初めにかけての歴史を概説する。ウエストバージニア州は、ネバダ州とともに南北戦争（1861年-1865年）の間に作られた2つの州の一つであり、アメリカ連合国の州から分離独立したことでは唯一の州である。元々はイギリス領バージニア植民地（1607年-1776年）の一部であり、バージニア州の西方の一部（1776年-1863年）だった。南北戦争時、バージニア州の合衆国からの脱退問題と、バージニア州からの分離独立で住民が2つに割れ、1863年に新しい州として合衆国に加盟を認められることで形成された。ウエストバージニア州は南北戦争時の境界州の1つだった。
ウエストバージニア州の歴史はその山岳地形、景観の良い川の渓谷および豊富な自然資源によって大きく影響された。これらは全てその経済と住民の生活様式を推進し、21世紀初期に「山の州」として観光客を引き付ける要素となった。

## 前史
現在のウエストバージニア州となった所は、ヨーロッパ人開拓者が到着する前に多くのアメリカ州の先住民族が好みの狩猟場としていた。様々なマウンドビルダー文化から多くの古代の人工土盛り塚（マウンド）が、州内では特にマウンドビル、サウスチャールストンおよびロムニーの地域に残されている。これらの文明について多くのことは知られていないが、この地域で発見された人工物は、金属を扱った複雑で階層化された文化の証拠を提供している。
| ウエストバージニア黄金古代期 | 近隣の古期文化 |
| --- | --- |
| - パレオ・インディアン （紀元前11000年以前） - 古期（紀元前7000年 - 1000年） - アデナ文化（紀元前1000年 - 西暦500年） - 東部ウッドランド期（紀元前1000年 - 西暦1650年） - ホープウェル文化（紀元前500年 - 西暦1000年） - フォート・エンシェント文化 ( - 西暦850-1666年) - モノンガヘラ族 （ - 900年 - 1630年） - 前史後期（1000年 - 1650年） ※これらの年代は地域によって異なる。 | - レッド・オーカー（イリノイ州上流とインディアナ州） - オールド・カッパー（ウィスコンシン州とミシガン州） - グレイシャル・ケイム（ミシガン湖とエリー湖の間の地域） - ポイント・ペニンシュラ（エリー湖とオンタリオ湖の周り） - バウマー（低地イリノイ州） - コペナ（ケンタッキー州、テネシー州、アラバマ州、アーカンソー州）ミシシッピ川下流側 - ローレンシアン古期後期（オハイオ州シンシナティ地区、メイプル・クリーク相） |

## ヨーロッパ人の探検と開拓

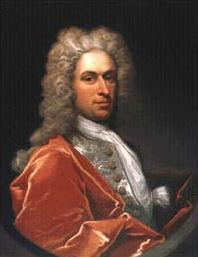
トマス・リー、バージニアのオハイオ会社初代支配人

1671年、アブラム・ウッド将軍が、バージニア植民地のウィリアム・バークリー総督の指示で、トマス・バッツとロバート・フェイラムの一隊をウエストバージニア地区に送り込んだ。この遠征の間に、2人はニューリバーに沿って進み、カノーハ滝を発見した。1716年、アレクサンダー・スポッツウッド知事は約30人の騎手と、現在のペンドルトン郡となる地域に遠征した。インディアンとの交易者だったジョン・ヴァン・ミーターが1725年に北部地域に分け入った。1725年にはまた、ポトマック川の南支流渓谷にある「ピアソール平原」、現在ではロムニーに開拓者が入り、後のフレンチ・インディアン戦争ではピアソール砦として防御陣地となった。1727年、ウェールズ人のモーガン・アップ・モーガンが現在ではバークリー郡バンカーヒルの近くに小屋を建てた。同じ年に、ペンシルベニアからのドイツ人開拓者がポトマック川沿いに「ニューメックレンバーグ」、今日のシェファーズタウンを設立し、間もなく他の者も続いた。
1661年、イングランド王チャールズ2世はポトマック川とラッパハノック川に挟まれるノーザンネックと呼ばれる地域の土地を一群の紳士に特許した。この特許は結局、第6代キャメロンのフェアファックス卿の所有するところとなり、1746年にポトマック川北支流の源流に石柱が建てられ、特許の西の境を明示した。この土地のかなりの部分はジョージ・ワシントンによって測量され、特にポトマック川の南支流渓谷は1748年から1751年の間に行われた。その時にワシントンが付けていた日記では、既に多くの無断居住者が多くはドイツ出身者だったが、南支流に沿って入っていたことを示している。主にバージニア人によって構成された最初のオハイオ会社の測量士、クリストファー・ギストが、1751年と1752年にカノーハ川河口の北にあるオハイオ川流域の地域を探検した。この会社はバンダリアという名前で14番目の植民地を造ろうとしていた。多くの開拓者が1750年以降に山を越えたが、先住民族の抵抗に遭った。フレンチ・インディアン戦争（1754年-1763年）のとき、散開した入植地はほとんど破壊された。1774年、バージニア総督ダンモア卿が軍隊を率いて山を越え、アンドリュー・ルイス大佐の率いる民兵隊がコーンズトークの率いるショーニー族と衝突し、オハイオ川とカノーハ川の合流点におけるポイント・プレザントの戦いで痛撃を食わせたが、インディアンの攻撃はアメリカ独立戦争の後まで続いた。独立戦争中、ウエストバージニアの開拓者は一般に活動的なホィッグであり、多くの者が大陸軍に従軍した。

## 初期の河川交通
東部の皮革産業からくるビーバーの需要増を満足させるために、カノーハ地域の支流を通りカヌーや筏を使って交易拠点に来る者が増えた。アイザック・バンビバーやダニエル・ブーンの交易所がポイント・プレザントのクルックト・クリーク河口に1790年頃に造られた。1790年代の「オールド・ウォー」（北西インディアン戦争）以後、カノーハ港は多くの船便や移動者の乗り継ぎに利用された。カノーハで塩を産出し、続いて石炭や木材がウエストバージニアの支流から他の人口の多い地域に船で運ばれた。カノーハ地域の川岸にある多くの場所で、初期産業革命に資するkeelboat（en:Keelboat）の建造が行われた。その場所の中でも、レオン、レーベンズウッド・マレーズビルおよびリトル・カノーハリバーがある。1800年代初期には、蒸気船の建造と機械修繕工場がホィーリングやパーカースバーグに、続いてポイント・プレザントやメイソンに現れた。木製の石炭用バージがモーガンタウン近くのモノンガヘラ川やコール川で造られ、チャールストン近くのエルク川でも造られたが、その後に鉄製のバージが主流となった。地域の水力利用が発展した例として、木材を丘陵斜面から降ろすために特別の滑車を使い、馬が牽引する木材搬出用軌道車が利用され、クルックト・クリークが拡張された後にカノーハ港の造船量が増加した。後にこれら軌道車や他の蒸気機関が、カノーハ川に沿った鉄道建設時の枕木に使われる木材の集積に用いられた。これは1880年頃に終わった。このことで鉄道を使うために川沿いには農夫の小さな蒸気船用荷揚げ場が造られた。ウエストバージニア中に鉄道支線が造られ、鉱山と川船や選炭場とを繋いだ。

## アレゲーニー圏、1776年-1861年
バージニア州西部の社会状況は州東部のものとは全く異なってきた。住民は同質ではなく移民の大部分はペンシルベニア州を経由して入ったドイツ人やプロテスタントのアルスター・スコッツであり、またさらに北部の州からも入っていた。アメリカ独立戦争の間、アレゲーニー山脈の西側に新たな州を作ろうという試みが復活し、1776年、山脈が東部への越えがたい障害になっているという理由で、「ウエストシルバニア」を設立する請願が大陸会議に提出された。地域の厳しい自然は奴隷制を益の出ないものにしており、時間の経過によりバージニア州の2つの地域における社会的、政治的および経済的相違は大きくなるだけだった。
1829年に新しいバージニア憲法を作るための会議が招集されたが、これは山脈の向こうの郡部から挙がった抗議に対応するものであり、この憲法では選挙権は一定以上の資産資格を要求し、奴隷人口の5分の3規定のおかげで連邦下院議員の州内割り当ては奴隷を所有する東部の郡に厚くなっていた。その結果アレゲーニー山脈より西の郡は1郡を除いて憲法案を拒否したが、それでも東部の郡の賛成で可決された。1850年のバージニア憲法は白人男性への選挙権を与えたが、議席の配分はブルーリッジ山脈より東の地域に多くを与えるようになっていた。西部にとって他にも不公平感を与えたのが、東部のバージニア公共事業局によって、西部に割り当てられた乏しい予算に比べ、州東部の改良に多くの予算が使われていたことだった。
西部の地域にとっての問題は、リッチモンドにある州都からの距離の問題や経済の関心事項の違いがあった。アレゲーニー山脈にそって東部大陸分水嶺の東（水は大西洋に注ぐ）ではタバコや食用穀物の農業、漁業および海岸での海運業がその中心だったが、西部の地域はオハイオ川やミシシッピ川を経てメキシコ湾に注ぐことに拠って立つ経済だった。
西部の地域は西部にいる隣人との交易に重点を置き、多くの市民は人口の多い東部がバージニア議会を支配しすぎていて、自分達の必要なことには鈍感だと感じた。バージニア州政府におけるこれら相違点に関わる大きな危機は、南北戦争の前の時代に一度ならず注意が向けられたが、潜在的な問題は基本的なものであり、決して解決されなかった。

## 南北戦争と分裂
1861年、アメリカ合衆国自体が地域間の問題で大きく2つに割れ、南北戦争（1861年-1865年）と呼ばれる紛争に向かった時、バージニア州の西部は政治的に東部と袂を分かち、この2つは再度1体になることはなかった。1863年、西部の地域は新しい独立した州としてアメリカ合衆国への加盟を認められ、当初はカノーハ州と呼ぶ予定だったが、最終的にウエストバージニア州となった。

### 分離
1861年、今日のウエストバージニアからの代議員47人のうち15人が脱退に賛成票を投じた。条例の採択からほとんど間もなく、クラークスバーグでの大衆集会で、北西バージニアの各郡が1861年5月13日にホィーリングで招集される会議に代議員を送ることを奨めた。
最初のホィーリング会議が開催されると、25郡から425人の代議員が出席したが、間もなく感情的な分裂が起きた。新州の即座の形成に賛成する者がおれば、バージニア州の脱退がまだ採決されていない、すなわち有効でないので、そのような行動はアメリカ合衆国に対する反乱になると主張するものもいた。もし条例が採択されれば（これにはほとんど疑いがなかった）議会議員の選出を含み、別の会議を6月にホィーリングで開催することが決められた。
1861年5月23日の住民投票で、州内の過半数で脱退が批准された。ウエストバージニア州となる西部の郡の投票結果では、脱退条例の批准について反対34,677対賛成19,121となった。新州の領土内のおよそ3分の2にあたる24郡は脱退条例を承認した。
2回目のホィーリング会議は同意されていたように6月11日に開催され、脱退会議は住民の同意無しに招集されたのだから、そこで策定された法は全て無効であり、それに固執する者は全てその職を去るべきと宣言した。政府を再組織する法案が6月19日に可決された。翌日、フランシス・H・ピアポントがバージニア州知事に選ばれ、他の役職者も選出されて、会議は閉会した。5月23日に選ばれていた西部郡の代議員と1859年に選ばれていた上院議員の延長者の何人かから構成される議会が7月1日にホィーリングで開催され、州の役職の残りを充当し、州政府を組織し、またアメリカ合衆国上院議員2人を選出したが、この2人はワシントンD.C.で認められた。これによって、バージニア州全体を代表すると主張する2つの政府が存在することになり、1つはアメリカ合衆国との同盟を、1つはアメリカ連合国との同盟をしていた。北部寄りの政府は、現在のウエストバージニア州を構成する大半の郡からなるカノーハ州の創設を承認した。1ヶ月強後に、カノーハはウエストバージニア州と改められた。8月6日まで休会したホィーリング会議は8月20日に再招集され、新州の創設について住民投票と、もしそれが賛同を得たときは憲法を策定する会議とを要求した。
1861年10月24日の投票では新州の創設について18,489票が賛成し、反対票はわずか781票だった。このとき、ウエストバージニア州には70,000人近い資格のある投票者がおり、5月23日の脱退に関する投票の時は、54,000人近い有権者が投票した。新しい州政府は公然と統一主義であったが、脱退主義の郡は州内の3分の2近くもあった。10月24日の投票では脱退主義の郡の投票がほとんどホィーリング付近に逃亡した者によって投じられており、その郡そのものではなかった。投票が行われた脱退主義の郡では軍隊が干渉して行われた。ウェインやケイベルのような脱退に反対する投票を行った幾つかの郡ですら、北軍に兵士を送る必要があった。幾つかの郡からの報告は5%ぐらいしか無かった。例えば、ローリー郡は32対0で州創出に賛成、クレイ郡は76対0、ブラクストン郡は22対0でそれぞれ賛成、という具合であり、全く報告が無い郡もあった。憲法制定会議は1861年11月26日に始まり、1862年2月18日に作業を終えた。憲法草案は1862年4月11日に賛成18,162票、反対514票で批准された。
ホィーリングであった3つの会議、すなわち5月の第1回、6月の第2回および11月の憲法制定会議の代議員の構成は不規則な性格があった。5月会議の代議員は統一主義者の集団から選ばれており、大半が北西部の郡であった。3分の1以上の者は北部パンハンドル部の郡から来ていた。5月会議は、脱退条例が5月23日の住民投票で批准された場合に6月に再度集まることを決め、その通りになった。6月会議は103名の代議員がおり、そのうち33名はリッチモンドのバージニア議会のために5月23日に選出された者だったが、ホィーリング会議への出席を選んだ。ケイベル郡から議会に選ばれたアーサー・レイドリーは6月会議に出席したが、議論への参加を断り、西バージニアから選ばれた他の議会議員と共にリッチモンドに行った。6月会議の他の代議員は「より不規則な形態であり、ある者は大衆集会で、ある者は郡委員会で、さらにある者は自任と見られる場合もあった。」州創出決議を作ったのが6月会議であった。憲法制定会議は11月に開催され、代議員は61名だった。その構成はまさに不規則なものだった。ローガン郡の代表はこの会議の一員として認められたが、彼はローガン郡に住んでおらず、「6家族を代表する15人が署名した請願書からなる信任状」があった。この会議の大多数の北部人は、レコンストラクションの時代に新憲法に対する大きな不信の原因になった。1872年、元バージニア州副知事サミュエル・プライスの指導で、ホィーリング憲法は廃棄され、全く新しい憲法が戦後の原則に従って書き直された(A Constitution of Our Own)。
ホィーリングの政治家はウエストバージニア州のほんの小さな部分のみを支配した。1862年9月20日、アーサー・ボアマンはパーカースバーグからフランシス・ピアポントに宛てて次のように書いた。「南部と東部の全郡はアメリカ連合国側に付いた。ワート、ジャクソン、ローン各郡さらにはクレイ、ニコラス各郡からここに来た者はその家から逃げ出してきた。実際にオハイオ州境はバージニア西部からの逃亡者が列をなした。我々は1年前よりも悪い状態にある。これらの人々が毎日私のところにやってきて、家に居続けることができないと言う。彼らは郡全体を守るか捨てなければならない。彼らが家に留まろうとすれば、馬を隠しておき、家では眠らず森の中で寝て、昼に家に居るときは常に生命の恐怖に怯えなければならない。脱退主義者は家におり、安全で、アメリカ連合国側にいると主張する。それが事実だ。」

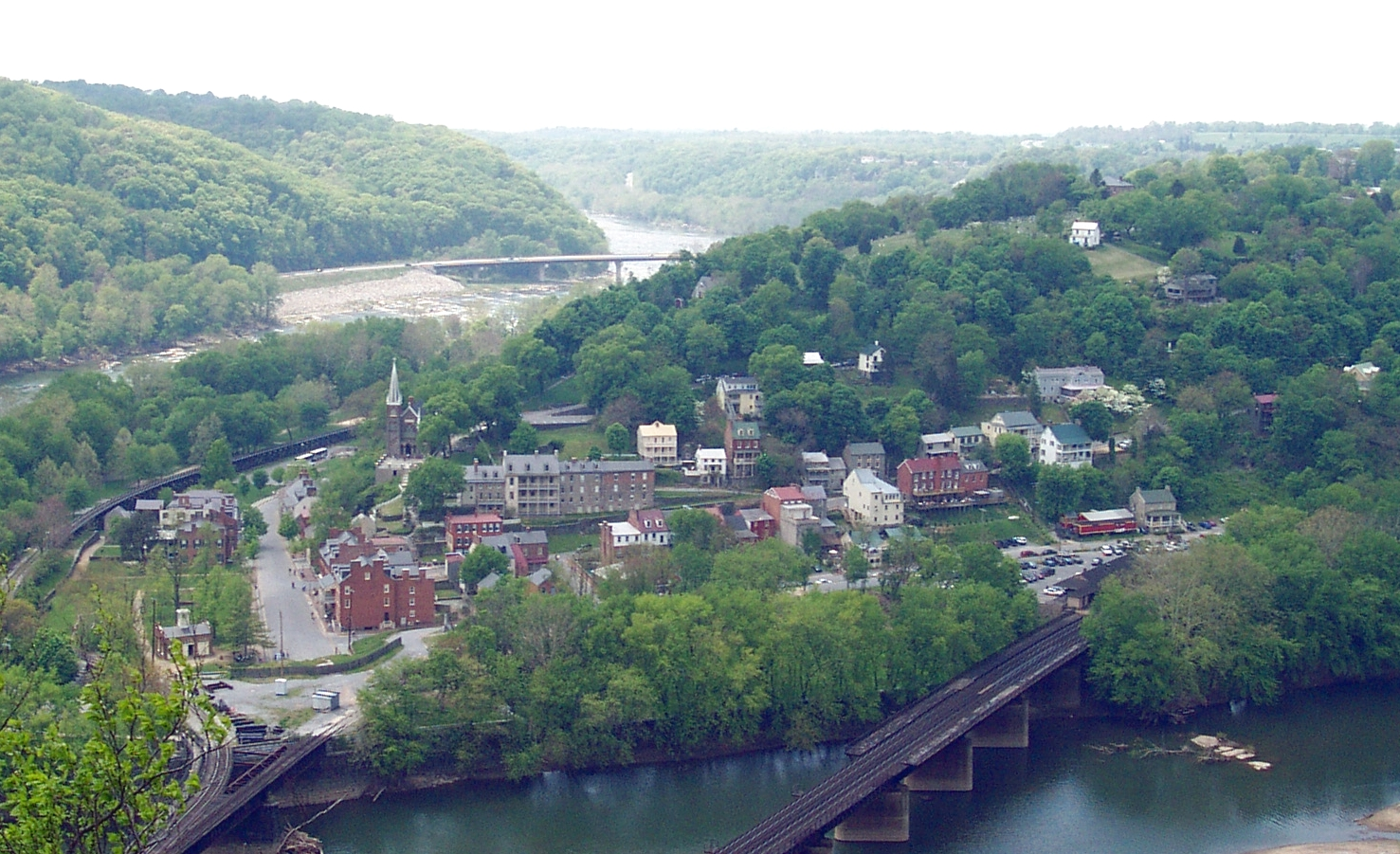
ハーパーズ・フェリー、ポトマック川のメリーランド側から見る

5月13日、再構成された政府の州議会は新しい州の創出を承認した。アメリカ合衆国への加盟申請が連邦議会に対して行われ、1862年12月31日、権限付与法がリンカーン大統領によって承認され、憲法に奴隷制の段階的廃止という規定を入れるという条件でウエストバージニア州の州昇格が認められた。憲法制定会議が1863年2月12日に再招集され、合衆国の要求が確認された。改訂憲法は1863年3月26日に採択され、4月20日、リンカーン大統領は60日後（6月20日）の州昇格宣言を発した。一方、新州の役人が選ばれ、ピアポント知事は州都をアレクサンドリアに移し、そこから北軍の支配内にあるバージニアの郡部に関する司法権を主張した。

### 合法性
新州の形成に関する合憲性は、「バージニア州対ウエストバージニア州事件」として合衆国最高裁判所に持ち込まれた。山脈の東、ポトマック川沿いにあるバークリー郡とジェファーソン郡は1863年に、バージニア州の再構成された政府の同意に基づき、住民投票でウエストバージニア州への帰属を決めた。投票が行われたときに南軍に入っていて不在だった者は、戻ってきたときにこの移管を認めることを拒んだ。バージニア州議会はこの移管法を無効とし、1866年にウエストバージニア州を被告として訴訟を起こし、これらの郡がバージニア州に所属することを宣言するよう裁判所に求めた。一方連邦議会は1866年3月10日に、この移管を認知する共同決議案を通した。最高裁はウエストバージニア州有利の判決を下し、その後は問題とされることはなかった。

### 南北戦争
南北戦争のとき、ウエストバージニアは比較的影響を受けなかった。北軍の将軍ジョージ・マクレランの軍隊が1861年夏に領土内の大半を支配し、同じ年に南軍の将軍ロバート・E・リーが侵攻を企てたものの、北軍の支配が深刻に脅かされることは無かった。1863年、南軍の将軍ジョン・D・インボーデンが5,000名の部隊で、州内のかなりの部分に侵略した。いくつかの地域ではゲリラの部隊が放火し略奪し、戦争が終わるまで全体的に鎮静されることはなかった。州内から出た兵士の数は北軍も南軍も資料によってかなりの数の開きがあったが、最近の研究ではその数がほぼ等しいとし、それぞれ22,000名から25,000名としている。州成立のための住民投票で投票率が低かったことは多くの要因があった。1861年6月19日、ホィーリング会議は「戦時に疑義のある人物を逮捕することを認める条例」という表題の法律を執行し、リッチモンドすなわちアメリカ連合国を支持した者は「外国の、すなわちアメリカ合衆国と交戦している国の容疑者あるいは市民と見なす」とした。ホィーリングの要請で多くの一般市民が連邦当局に逮捕され、著名なオハイオ州コロンバスのキャンプ・チェイスなど囚人キャンプに収容された（Camp Chase Civil Prisoners）。兵士達も脱退主義者やその支持者を阻止するために住民投票のときは警戒に当たらされた。さらに、州内の大部分は脱退主義であり、そこでの投票は軍隊の干渉の下に行われなければならなかった。投票ははっきりしない数の非住民である兵士の投票の存在でさらに信用を落とされた。

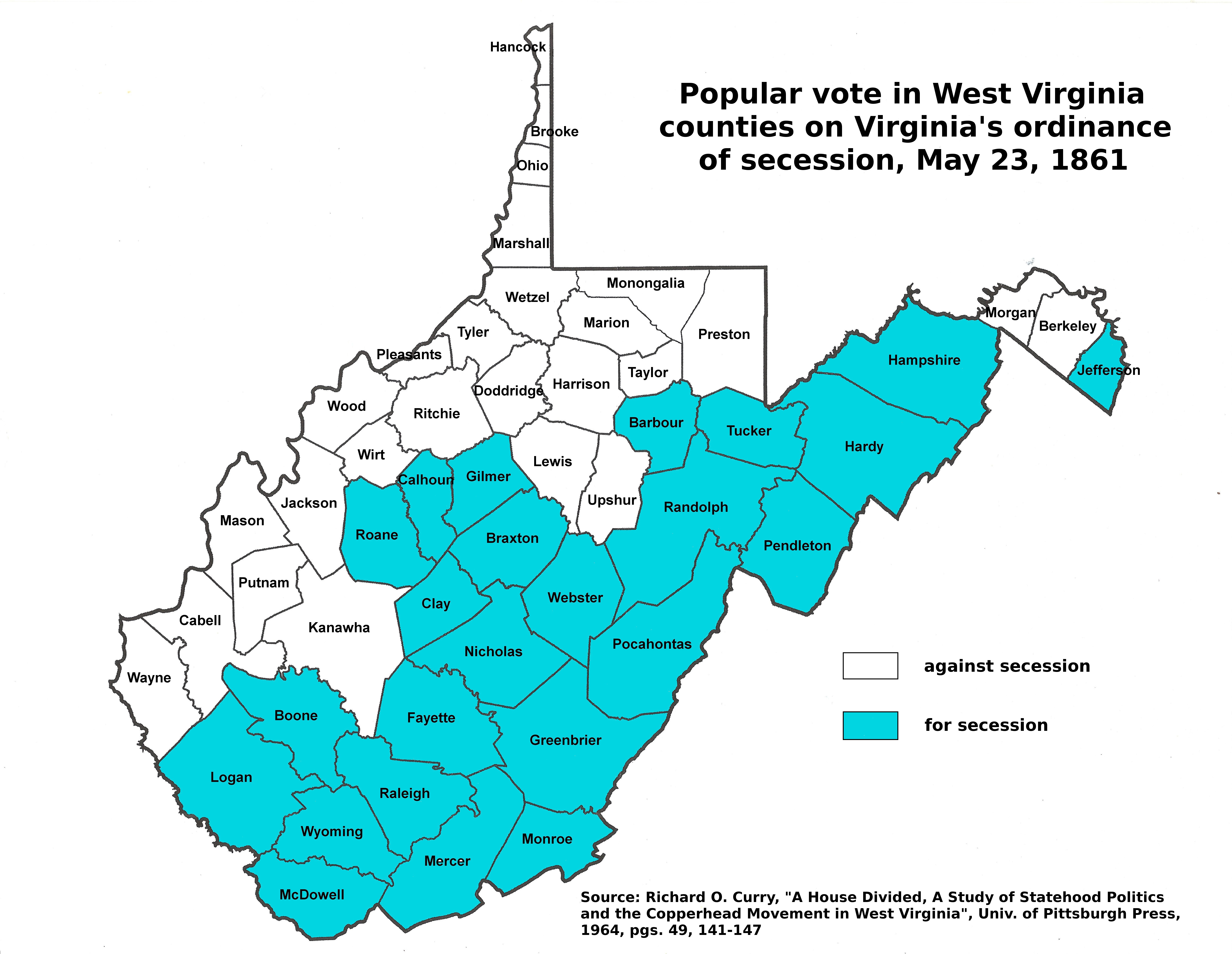
バージニア州のアメリカ合衆国からの脱退を承認にした郡

1861年12月14日の憲法制定会議では、オハイオ州生まれで段階的奴隷解放の決議を取り入れることを望んだゴードン・バッテル牧師から奴隷制の問題が提起された。元々マサチューセッツ州から来て会議の一員となったグランビル・パーカーはその情景を「私はそれまで経験したことのない機会を発見した。「特別の制度」の不思議な圧倒するような影響力が他の場合なら正気で信頼すべき人々に働いた。バッテルがその決議案を提出した時、なぜ一種の震えるようで神聖な恐怖が会場内で見えたのだろう？」と表現した。バッテル牧師の決議案の替わりに、新しい州に「黒人排除」の原則が採択され、新しい奴隷や解放黒人は永住できないようにし、連邦議会内の奴隷制度廃止論者の感情も満足させるよう期待された。しかし、州昇格法案が連邦議会に提出されたとき、奴隷解放条項の欠如のために、マサチューセッツ州選出の上院議員チャールズ・サムナーとオハイオ州選出の上院議員ベンジャミン・ウェイドから反対された。ウィリー修正と称される妥協案が成立し、1863年3月26日に州内の統一主義者の投票で承認された。これでは年齢21歳以上の奴隷解放と、21歳以下の奴隷は21歳に達した時に解放されることを要求していた。ウエストバージニア州の奴隷制は公式に1865年2月3日に廃止された（全国で奴隷制を廃止するためのアメリカ合衆国憲法修正第13条の批准は1865年12月6日に完了したが、ウエストバージニア州の批准はその7番目の州だった。）。
南北戦争中とその後の数年間、党派的な感情が高まった。南軍側の資産は没収され、1866年、南軍に支援や利便性を与えた者の権利剥奪を行う憲法修正が採択された。アメリカ合衆国憲法修正第14条と第15条を取り入れたことは反動を生み、民主党が1870年に州の政治を掴むと、1871年に1866年の憲法修正条項は廃止された。しかし、この変化への第一段階は、1870年に共和党によって取られていた。1872年8月22日、完全に新しい州憲法が採択された。
戦後、バージニア州はバークリー郡とジェファーソン郡がウエストバージニア州に付いたことについて異議申立てを最高裁判所に提出し不成功に終わった（その後あたらしく5つの郡が創られ、現在は55郡となっている）。
リンカーン大統領は1864年に再選されたとき接戦だった。しかし、ウエストバージニア州を作ることを認めた法案にリンカーンが再選される2年前の1862年に署名したことは、現実のやり方として問題だった。

### 議論の継続
レコンストラクションにはじまり、その後の数十年間、2つの州は戦前にバージニア州が負った州債のうちウエストバージニア州の負担分について議論を続けた。この負債はバージニア公共事業局の下で運河、道路および鉄道など公的施設の改良のために大半が遣われていた。元南軍の将軍ウィリアム・マホーンによって指導されたバージニア人はこの理論に基づく政治的連衡である再編党を作った。ウエストバージニア州の最初の憲法はバージニア州債の一部について肩代わりを規定していたが、1870年にバージニア州が始めた交渉は実りの無いものであり、1871年、バージニア州は州債の3分の2を手当てし、残りをウエストバージニア州に独断的に割り付けてきた。この問題は、合衆国最高裁判所がウエストバージニア州は12,393,929.50をバージニア州に支払うと裁定した1915年になってやっと決着がついた。この金額の最終支払は1939年になった。
バージニア州北部の山岳部にあるロードーン郡（バージニア州）とジェファーソン郡（ウエストバージニア州）の間には正確な境界について論争があり、これも20世紀まで解決を持ち越されている。1991年、両州議会は境界地域15マイル (24 km)を調査する境界委員会のための予算を付けた。

## 隠れた資源

### 塩、石炭：燃える岩
新しい州は、レコンストラクション以後の単一経済活動よりも、その鉱物資源から多くの発展という恩恵を受けた。北部パンハンドル地域と北部中央の大半は50フィート (15 m)の厚みの岩塩層があった。岩塩の採掘は18世紀以来行われており、簡単に採掘できるものは南北戦争の時までにほとんど採り尽くされたが、カノーハ郡の赤塩は初め南軍の後に北軍の貴重な生活必需品となった。その後の新しい技術によってウエストバージニア州にはおよそ2,000年間国内需要を賄うだけの塩資源があることが分かった。近年、塩の生産量は年間60万トンから100万トンで推移している 。
しかし、南北戦争後、まだ開発されていなかった大きな宝があり、これがアメリカの産業革命に大きく資して、かつ世界の多くの海軍で蒸気船の燃料となった。住民（先住民族と初期ヨーロッパ人開拓者）は以前から石炭の埋蔵を知っており、暖房や燃料に使えるという事実を知っていた。しかし、大変小さな「個人的」採鉱が実際的なところだった。
1850年代、デイビッド・T・アンステッド (1814-1880)のような地質学者が潜在的炭田を調査し、土地と初期の採炭計画に投資した。南北戦争後、新しい鉄道が敷かれ拡張するアメリカ国内と海外の市場に大量の石炭を運ぶ実際的な手段になった。ニュージャージー州とペンシルベニア州北西部の無煙炭の採炭がこの同じ時期に枯渇し始め、投資家や産業資本家はウエストバージニア州に新たな興味を集中させた。

### 東海岸や五大湖に向けた初期の鉄道と舟運
バージニア州リッチモンドから州西部をオハイオ川沿いの新しい都市ハンティントンとを結ぶチェサピーク・アンド・オハイオ鉄道が1872年に開通し、ニューリバー炭田への交通が可能になった。間もなく、チェサピーク・アンド・オハイオ鉄道はリッチモンドから東に、ハンプトン・ローズの大型港で新しい都市のニューポートニューズにある大型石炭桟橋までバージニア半島を下る新線を建設した。そこでは市の建設者コリス・P・ハンティントンが世界でも最大となる造船所、ニュポートニューズ造船船渠会社も設立した。多くの製品の中でもこの造船所はコリアと呼ばれる外洋航行型船舶の建造を初め、他の東部の港（特にニューイングランド）や海外に石炭を運んだ。
1881年、ウィリアム・マホーンが以前経営し、バージニア州南部を横切ってノーフォークまで延びていたアトランティック・ミシシッピ・オハイオ鉄道 (AM&O)をフィラデルフィアに根拠を置く投資家が買収し、その所有者が大規模な土地を所有しているウエストバージニア州に新たな展望が開けた。その鉄道はノーフォーク・アンド・ウェスタン鉄道 (N&W)と改名され、新しい拡張計画を扱うためにロアノークで新しい鉄道都市が開発された。その新社長フレデリック・J・キンボールと小さな集団が馬で旅をして、じかに豊富な瀝青炭層（キンボールの妻が「ポカホンタス」と名付けた）を見た後で、ノーフォーク・アンド・ウェスタンはその西方拡張計画をその地域に向けなおした。間もなく、ノーフォーク・アンド・ウェスタンはその所有するノーフォーク郊外のランバーツポイントにあるハンプトン・ローズの石炭桟橋から石炭の出荷も始めた。1889年、ノーフォーク・ウェスタンの路線沿いにある州の南部で、重要な石炭中心地ブルーフィールドが発見された。ポカホンタス炭田の「首都」としてこの都市は数十年間、州南部の最大都市であり続けた。バージニア州の同名都市ブルーフィールドと姉妹都市の関係にある。
州北部とその他では、古いボルチモア・アンド・オハイオ鉄道 (B&O)と他の路線も石炭の利用機会を捉えるために拡張された。ボルチモア・アンド・オハイオ鉄道はボルティモアと五大湖の数箇所に石炭桟橋を建設した。その他の石炭運搬路線として、ウェスタン・メリーランド鉄道、サザン鉄道、およびルイビル・ナッシュビル鉄道がある。特に顕著なのが遅れて参入したバージニアン鉄道であり、最新で高度な標準という特別な方法で建設し1909年に完成した。

### 新しい競争者が「10億ドルの炭田」を開く
1900年までに、ウエストバージニア州南部の起伏の激しい地形にある大きな地域のみが、既存の鉄道と採炭活動と距離を置いた所となった。ローリー郡やワイオミング郡のニューリバー炭田の西の地域内にワインディングガルフ炭田があり、後に「10億ドルの炭田」となった。
アンステッド博士の弟子に土木技師かつファイエット郡の採炭支配人のウィリアム・N・ペイジがいた。元ウエストバージニア州知事ウィリアム・A・マコークルはペイジのことを「農夫が畑のことを知っているように」土地のことを知っている男と表現した。1898年からペイジはヨーロッパに本拠を置く投資家を纏め上げ、未開発地域の利点を生かした。彼らは広大な土地を手に入れ、ペイジが短距離鉄道であるディープウォーター鉄道を始めた。この鉄道はチェサピーク・アンド・オハイオ鉄道のカノーハ川沿いの路線とノーフォーク・ウェスタンのマトーカとを結ぶことで認可され、距離は80マイル (130 km)だった。
ディープウォーター鉄道の計画はどちらかの鉄道を介して競合する輸送市場に供給するはずだったが、2大鉄道会社の指導者達はその計画を喜ばなかった。2社は陰で結託して、ペイジとの使用料交渉を断り、他にも短距離線を多く持っていたのでペイジの線の買収も申し出なかった。しかし、もしチェサピーク・アンド・オハイオ鉄道とノーフォーク・ウェスタンの社長がこれでペイジの計画を没にできると考えたならば、間違っていたことが証明された。ペイジが協力を得ていた物言わぬ共同投資家の中に、ジョン・D・ロックフェラーのスタンダード・オイル信託企業の社長で、自然資源の開発と輸送の専門家である100万長者の工業資本家ヘンリー・ハットルストン・ロジャーズがいた。競合社との「戦争」での熟達者であるロジャーズはその活動で負けることが嫌いであり、しかも「深いポケット」（資金）があった。
ペイジ（およびロジャーズ）は諦める代わりに密かに計画を練り、ロジャーズの個人資産を使って4,000万ドルの費用を賄い、バージニア州を東に横切る独自の新線を建設した。バージニアン鉄道と改名された新線が1909年に完成したとき、3社以上の鉄道がハンプトン・ローズから増加し続ける大量の石炭を輸出用に積み出していた。ウエストバージニア州の石炭は五大湖の港でも高い需要があった。バージニアン鉄道とノーフォーク・ウェスタンは結局現代のノーフォーク・サザン鉄道の一部となり、バージニア鉄道のよく設計された20世紀の鉄道はハンプトン・ローズの成長に貢献を続けている。

### 労働者、経済問題
石炭の採掘と関連事業は州内でも大きな雇用創出となったので、労働条件や安全の確保を巡ってかなりの労働争議があり、経済問題にもなった。21世紀に入っても、採炭の安全性と環境問題は、多くの他の州にある火力発電所に石炭を送り続けているウエストバージニア州にとって大きな課題となっている。

### 一次史料
- Elizabeth Cometti, and Festus P. Summers. The Thirty-fifth State: A Documentary History of West Virginia. Morgantown: West Virginia University Library, 1966.